# Everett McGill
Charles Everett McGill III (Miami Beach, 21 de outubro de 1945), artisticamente conhecido por Everett McGill, é um ator norte-americano, famoso por ter interpretado o “Reverendo Lowe” no filme Silver Bullet de 1985.[carece de fontes?]

## Filmografia Parcial
- 1999 - História Real (The Straight Story)
- 1995 - A Força em Alerta 2 (Under Siege 2: Dark Territory)
- 1991 - As Criaturas Atrás das Paredes (The People Under the Stairs)
- 1990 - Twin Peaks (série de televisão)
- 1989 - 007 - Permissão para Matar (Licence to Kill)
- 1986 - O Destemido Senhor da Guerra (Heartbreak Ridge)
- 1985 - A Hora do Lobisomem / Bala de Prata (Silver Bullet)
- 1984 - Duna (Dune)
- 1981 - A Guerra do Fogo (La Guerre du feu / Quest for Fire / The War of Fire)
- 1980 - Brubaker (Brubaker)
- 1979 - Os Yankees Estão de Volta (Yanks)